# Chieftain
El FV 4201 Chieftain fue el carro de combate principal del Reino Unido en las décadas de 1960 y 1970. Fue uno de los carros de combate más avanzados de la época, en el momento de su introducción en 1966 poseía el cañón principal más potente y el blindaje más fuerte de entre todos los tanques del mundo. Fue de lejos, el carro de combate mejor protegido de occidente hasta la llegada de los carros de combate de 3.ª generación. El Chieftain también introdujo la posición supina del conductor (acostado hacia atrás), permitiendo una gran inclinación del casco y un peso reducido.

## Desarrollo
En la década de 1950, el ejército británico comenzó a buscar un nuevo tanque que debía sustituir al Centurion que estaba entonces en servicio. El nuevo tanque debía tener mayor potencia de fuego, coraza y movilidad. Como consecuencia de esa especificación, el Fighting Vehicles Research and Development Establishment (Establecimiento de Investigación y Desarrollo de Vehículos de Combate), transformado después en Military Vehicles and Engineering Establishment (Establecimiento para la Producción de Vehículos Militares y de Ingenieros), proyectó el Chieftain, cuyo primer prototipo se completó a fines de 1959. A este primer prototipo siguieron otros seis en 1961-1962 y el Chieftain fue aceptado por el ejército británico en mayo de 1963. Pero, su entrada en servicio se retrasó hasta 1967, debido a que surgieron problemas con el motor, la transmisión y la suspensión. A continuación, se establecieron dos cadenas de montaje: una en la Royal Ordenance Factory de Leeds y otra en la Vickers and Elswick de Newcastle-upon-Tyne.
A comienzos de la década de 1970, el Chieftain sustituyó por completo al Centurion en el ejército británico. La producción total del modelo para las fuerzas armadas británicas fue de 900 unidades, la mayor parte de las cuales se desplegaron con las cuatro divisiones acorazadas (de 148 tanques cada una) estacionadas en Alemania y encuadradas en el BAOR (British Army of the Rhine o Ejército Británico del Rin).

### Exportación
El pedido más importante para la exportación fue el que realizó Irán en 1971: 700 tanques, además de varios vehículos de recuperación y posa-puente, seguidos posteriormente por 187 Chieftain modificados (FV4030/1). Kuwait encargó asimismo 165 y Omán recibió una pequeña cantidad a principios de la década de 1980. La circunstancia de que fueran países con grandes ingresos petrolíferos quienes comprasen este tanque, ilustra acerca de su precio: unas 300000 libras por unidad en 1977.
En 1974, los iraníes encargaron a la Royal Ordenance Factory los nuevos tanques Shir Iran (León de Irán), en concreto, 125 del modelo Shir 1 y 1225 del modelo Shir 2. El Shir 1 era un Chieftain de último modelo dotado con una nueva planta motriz, constituida por un motor turbodiesel Rolls-Royce CV12TCA de 12 cilindros (que desarrolla una potencia de 1200 hp a 2300 rpm y brindaba al tanque una relación potencia/peso de al menos 20 hp por tonelada), acoplado a una transmisión automática David Brown TN37, con cuatro marchas hacia delante y tres hacia atrás, y provisto de un sistema de refrigeración Howden Aircontrol. El armamento estaba constituido por el cañón L11A5 de 120 mm, que disponía del sistema mejorado de dirección de tiro de la Marconi Space and Defense Systems y del telémetro Barr y Stroud. En cambio, el Shir 2 era prácticamente un modelo nuevo y, aunque tuviera el mismo grupo propulsor, el mismo cañón y el mismo sistema de control de tiro que el Shir 1, estaba provisto de un casco y una torreta con blindaje Chobham, que proporcionaba una elevada protección contra todo tipo de arma contracarro, en particular contra los misiles dotados de ojiva HEAT (carga hueca). Además, su nueva suspensión hidroneumática posibilitaba que el vehículo pudiera maniobrar con facilidad sobre distintos tipos de terreno y agilizaba los trabajos de reparación en caso de producirse averías. Pero, luego de la revolución islámica que derrocó al Shah Mohamed Reza Pahlevi en 1979, el pedido iraní quedó anulado antes de que se iniciaran las entregas, si bien se hallaba ya en proceso de fabricación. Entonces, los británicos pusieron a la venta –a precio de oferta- la producción que se había hecho de los Shir. Finalmente, Jordania encargó 278 carros de combate Khalid, muy semejantes a los Shir 1, mientras que los Shir 2 sirvieron como base para el desarrollo del Challenger 1.

## Diseño

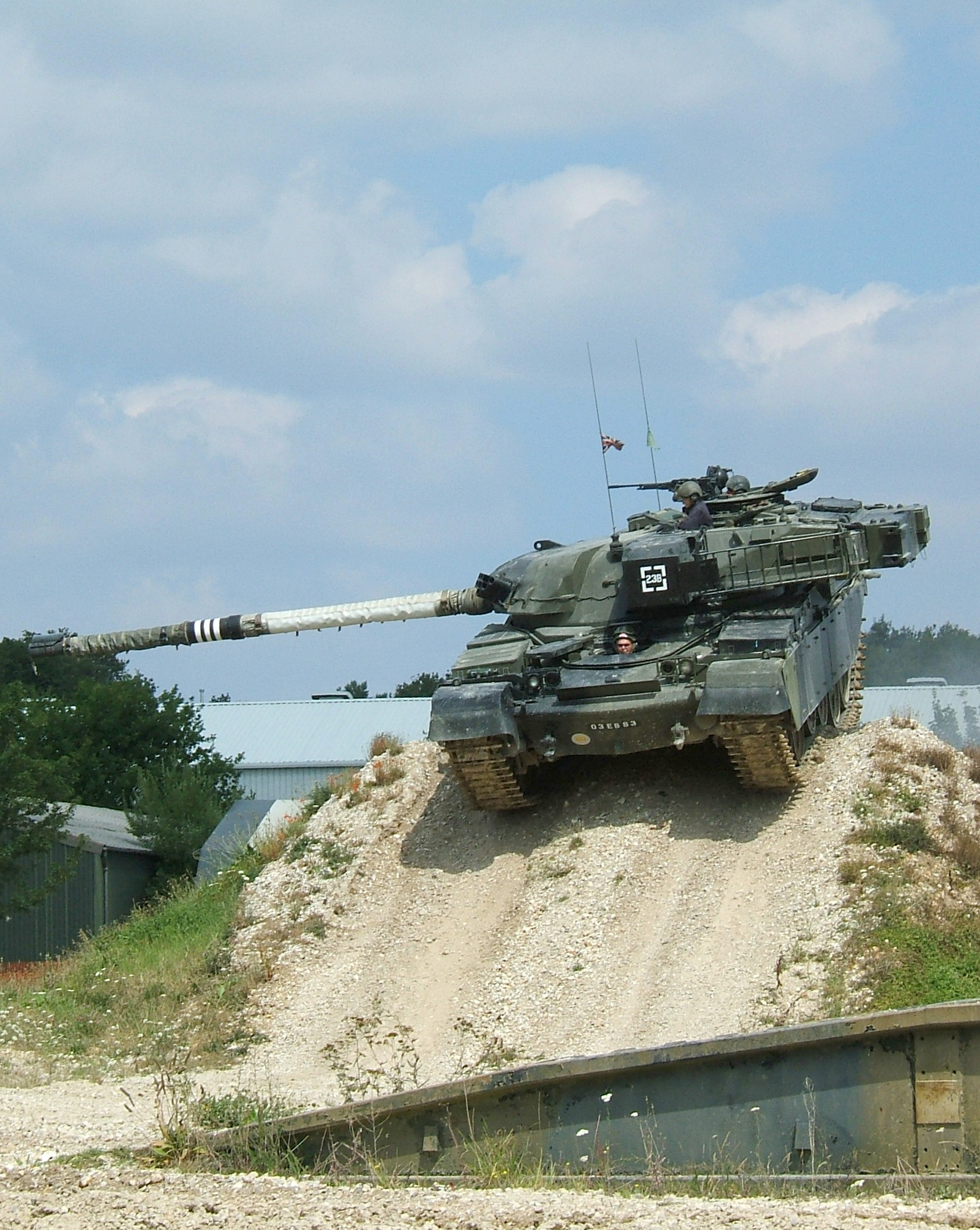
Chieftain en una exhibición del Museo de Tanques de Bovington, Inglaterra.

La configuración del Chieftain es convencional: el conductor va delante, la torreta se halla situada en el centro (con el comandante a la derecha y el cargador a la izquierda) y el conjunto motor/transmisión detrás. La torreta es de acero fundido, presentando su parte frontal una gran inclinación para ofrecer la máxima protección. La parte delantera del casco también está construida por fundición y el resto por soldadura. Para reducir la altura total del vehículo, el conductor se sienta en posición semirreclinada, y queda situado casi horizontalmente cuando conduce con la portezuela cerrada. El comandante dispone de una cúpula que puede girar 360° independientemente de la torreta y cuyo giro se efectúa a mano.
La suspensión es del tipo Horstmann y cuenta con seis ruedas de apoyo, la tensora delante, la motriz detrás y tres rodillos de vuelta.
El armamento principal del Chieftain es el cañón de ánima rayada L11A5 de 120 mm, perteneciente a la serie proyectada por el Royal Armament Research and Development Establishment (Real departamento de investigación y desarrollo de armamento), con sede en Fort Halstead. Esta pieza emplea municiones del tipo de carga separada, cuya ventaja principal respecto a la munición convencional reside en su facilidad de manejo dentro del limitado espacio de la torreta. Además, dado que las cargas se alojan en saquetes impermeables conservados en un contenedor especial lleno de agua, se reduce el peligro de explosión. Los tipos de proyectil que pueden utilizarse son el APDS-T (perforante subcalibrado con trazador, cuyo tipo de adiestramiento es el DS-T), el HESH (de alto poder explosivo con ojiva deformable, que tiene una versión de adiestramiento denominada SH/Practice) y las granadas fumígenas. También se adoptó un proyectil APFSDS-T (perforante subcalibrado, estabilizado por aletas, con trazador), provisto de una ojiva perforante de energía cinética capaz de perforar todas las corazas conocidas.

### Capacidades

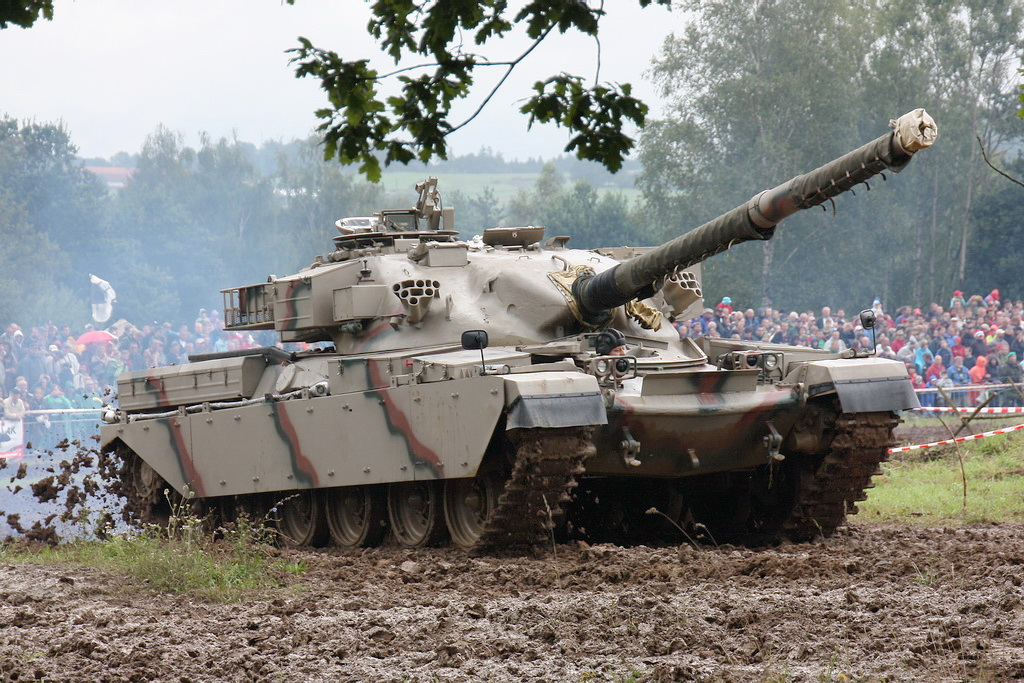
Un antiguo Cheiftain jordano en una exhibición de tanques del Museo Militar de Lešany, República Checa.

El cañón tiene un ángulo de elevación máximo de 20° y de depresión de –10°. Un sistema de estabilización GEC-Marconi permite a la pieza disparar mientras el vehículo se mueve a campo traviesa, con buena probabilidad de impacto al primer disparo. Coaxialmente con el cañón va instalada una ametralladora L8A1 de 7,62 mm y un arma similar está situada en el exterior de la cúpula del comandante; esta última puede ser apuntada y disparada desde el interior de la torreta. Una batería de seis lanzahumos accionados eléctricamente va instalada cada lado de la torre.
Cuando este tanque entró en servicio, el artillero debía apuntar con la ayuda de una ametralladora de puntería y telemetría (Ranging Machine Gun o RMG) de 12,7 mm, que disparaba ráfagas de proyectiles trazadores y permitía saber si el cañón estaba bien apuntado. Pero, posteriormente este sistema fue sustituido por el IFCS (Improved Fire Control System o Sistema Mejorado de Control de Tiro) de la Marconi Space and Defense Systems que, utilizado junto con el telémetro láser construido por la Barr and Stround, permitía atacar y destruir blancos a una distancia de 3000 metros.
La dotación de munición es de 64 disparos de 120 mm (proyectiles y cargas) y 6000 de 7,62 mm; cuando se utilizaba la ametralladora de puntería, se llevaban 300 disparos para ella. 

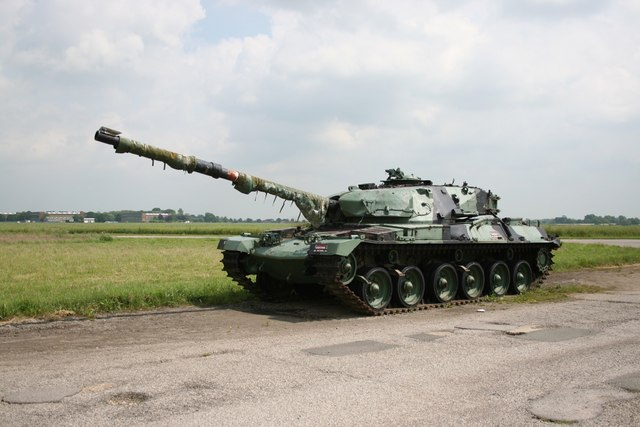
Un tanque Chieftain en la base RAF Manby.

Hasta la aparición del Leopard 2 alemán, el T-72 soviético y el Merkava israelí, a fines de la década de 1970, el Chieftain fue uno de los tanques mejor armado y acorazado del mundo.
El Chieftain estuvo dotado desde el principio con un completo equipo de visión nocturna y de gran alcance, con un proyector de infrarrojo/luz blanca montado en el lado izquierdo de la torreta. Este tenía un alcance de 1000 metros con infrarrojos y de 1500 con luz blanca. En la década de 1980 se adoptó un sistema de visión nocturna de imágenes térmicas. Un sistema de protección ABQ, que filtra el aire contaminado y envía a la cámara de la tripulación aire limpio, se encuentra en la parte trasera de la torreta y en el compartimiento del motor hay un sistema de protección y extinción de incendios.
Este tanque británico puede vadear corrientes de hasta 1,06 metros de profundidad sin preparación alguna; se desarrollaron equipos de vadeo profundo, pero no fueron adoptados. El vehículo puede ser equipado con una hoja impulsora que funciona mediante un sistema hidráulico, si es preciso.
El principal punto débil del Chieftain lo constituyó siempre su motor, un Leyland L60 policarburante de seis cilindros, que dio un menor rendimiento del esperado. Desarrollado sobre la base de una directiva de la OTAN que establecía que todos los tanques de dicha organización debían ser equipados con motores policarburantes; (ya que se estimaba que cuando, en caso de guerra, aquellos debieran avanzar a través de Europa Oriental o retirarse de un modo ordenado), tendrían que repostar combustible de diversas fuentes, como estaciones de gasolina, depósitos de petróleo, o incluso simples almacenes y tiendas, aunque el ingenio resultó ser muy complicado, difícil de arreglar y mantener. Pronto casi todos los ejércitos aliados abandonaron la idea del motor policarburante y regresaron a los viejos y más confiables diésel, salvo el británico. Otra fuente de problemas fue la caja de cambios, una David Brown Defence Equipment TN12 con 6 marchas hacia delante y 2 hacia atrás.

### Variantes operativas
Hay dos versiones especiales del Chieftain: el vehículo acorazado de recuperación FV 4204 y el posapuentes FV 4205. Este último, que fue el primero en entrar en servicio, tiene una tripulación de tres miembros y pesa 53.851 kg. Le pueden ser instalados dos tipos distintos de puente: el número 8, que permite cruzar obstáculos de un máximo de 22,8 metros, y el número 9, de 12,2 metros. El vehículo tarda de tres a cinco minutos en desplegar el puente y diez en retirarlo.
El vehículo de recuperación acorazado sustituyó a un modelo similar derivado del Centurion. Su tripulación es de cuatro hombres y el peso en combate de 52̻835 kg. Cuenta con dos tornos, uno con capacidad tractora de 30482 kg y otro de 3048 kg. Con la reja delantera clavada, la capacidad del torno principal aumenta hasta los 91445 kg. Su armamento consiste en una ametralladora de 7,62 mm en una cúpula y tubos lanzahumos.

## Variantes

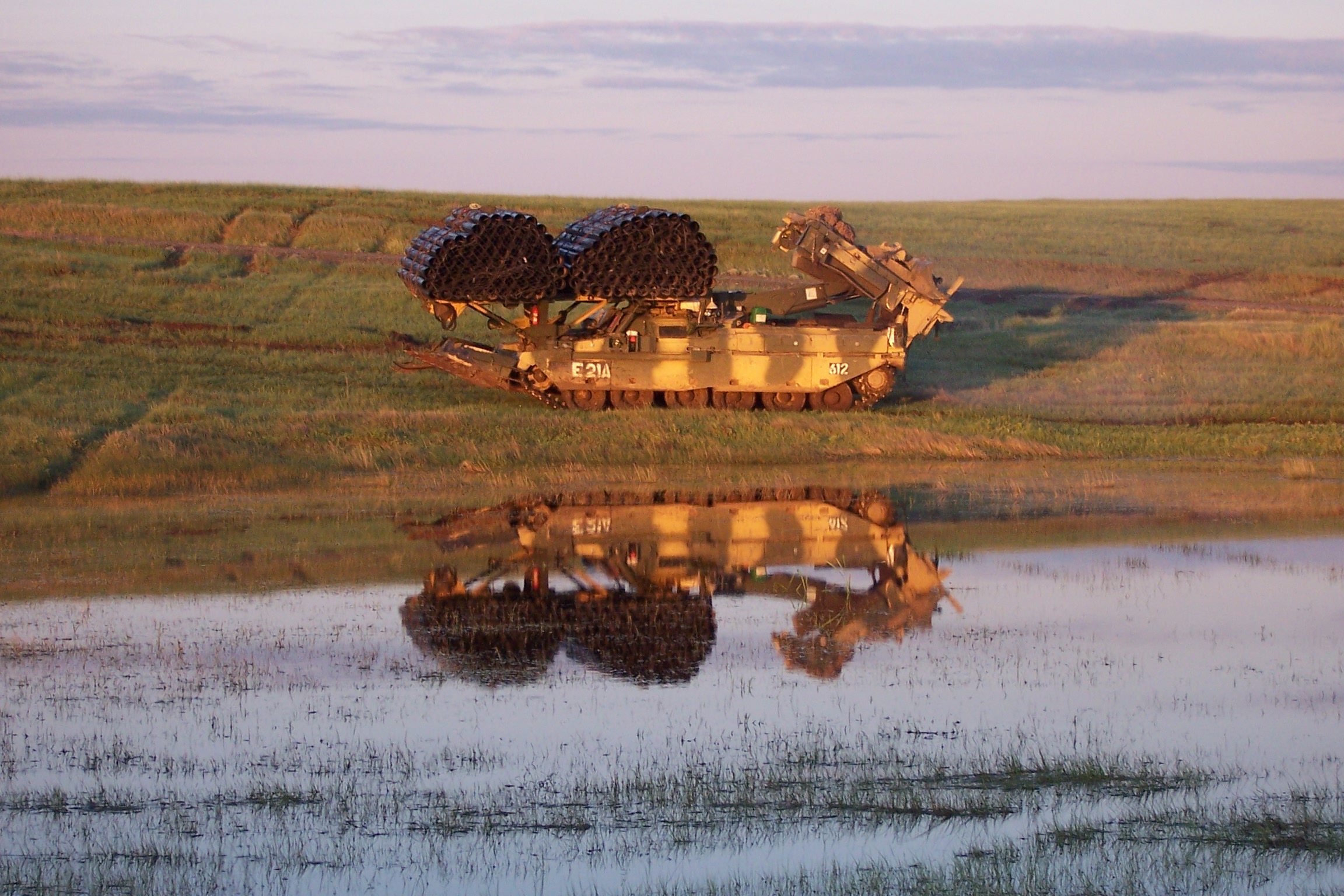
Chieftain AVRE del Escuadrón de Ingenieros del Ejército Británico en Canadá.

- Chieftain Mk 1 – Vehículos de preproducción; solo se construyeron 40 ejemplares, empleados para pruebas y entrenamiento.
- Chieftain Mk 2 – Modelo inicial de producción, con cúpula del comandante rediseñada, equipo de protección ABQ y motor de 650 hp.
- Chieftain Mk 3 – Variante aparecida en 1969; con motor, equipo de protección ABQ y cúpula del comandante mejorados.
- Chieftain Mk 3/2 – Incorporaba mejoras en el equipo electrónico y en el purificador de aire.
- Chieftain Mk 3/3 - Mk 3 con modificaciones en el sistema de control de tiro y puntería (incorporaba telémetro láser), motor de 750 hp y nuevos cambios en el sistema ABQ.
- Chieftain Mk 4 – Variante con mayor capacidad de combustible y modificaciones menores; solo se construyeron dos ejemplares.
- Chieftain Mk.5 - Variante final de producción, desarrollada a partir del Mk 3/3, con el nuevo motor de 750 hp y todas las demás mejoras; también tenía un almacenamiento de proyectiles modificado con mayor capacidad.
- Chieftain Mk.6-11 - actualizaciones de los modelos más tempranos.
- Chieftain Mk 6 - Mk 2 reconstruidos al estándar Mk 5 con nuevo equipo electrónico y sistema de puntería y telemetría modificado.
- Chieftain Mk 7 - Mk 3 reconstruidos al estándar Mk 5 con motor mejorado y sistema de puntería y telemetría modificado.
- Chieftain Mk 8 - Mk 3/3 reconstruidos al estándar Mk 5 con motor mejorado y sistema de puntería y telemetría modificado.
- Chieftain Mk 9 - MK 6 equipados con IFCS.
- Chieftain Mk 10 - Mk 7 equipados con IFCS.
- Chieftain Mk 11 - Mk 8 equipados con IFCS, coraza Stillbrew, TOGS y nuevo sistema de protección ABQ.
- Chieftain Mk 12 - Mk 5 equipados con IFCS, Stillbrew, TOGS y nuevo sistema de protección ABQ.
- Chieftain Mk 5/5K – versión para Kuwait.
- Chieftain Mk 7/2c - Versión original suministrada a Omán en 1981.
- Chieftain Mk 15 - Versión mejorada para Omán (denominada también Qayd Al Ardh), equipada con mira BAe L20 y telémetro láser GEC-Marconi/Ferranti Tipo 520 (entregados en 1984-85)
- Chieftain Mk 3/3P – Versión para Irán (entregados en 1971-78)
- Chieftain Mk 5/5P – Versión para Irán (entregados en 1971-78)
- FV4030/1 - Versión modificada para Irán, con mayor capacidad de combustible, mejor protección contra minas y cambios en la transmisión. (entregados antes de 1978)
- FV4204 ARV/ARRV (Armoured Recovery Vehicle / Armoured Recovery and Repair Vehicle) - Vehículo acorazado de recupeación.
- FV4205 AVLB (Bridge-laying vehicle) - Vehículo posapuentes.
- Khalid - Variante jordana que tiene el chasis, la torre y el armamento del Chieftain, pero que emplea un motor diésel de mayor potencia y el sistema mejorado de control de tiro con que también estaba provisto el Challenger
- Vlad III - Variante rumana que tiene una mejor capacidad de combustible, cadenas más resistente, sistema de tiro más moderno y un sistema de protección activa puesta por Israel

I. Con el paso de los años estos carros han tenido varias mejoras, entre ellas una nueva computadora balística.
Algunos otros vehículos fueron desarrollados a partir del chasis básico del Chieftain (cañones autopropulsados, vehículos antiaéreos, etc.) pero ninguno entró en producción.

## Operadores

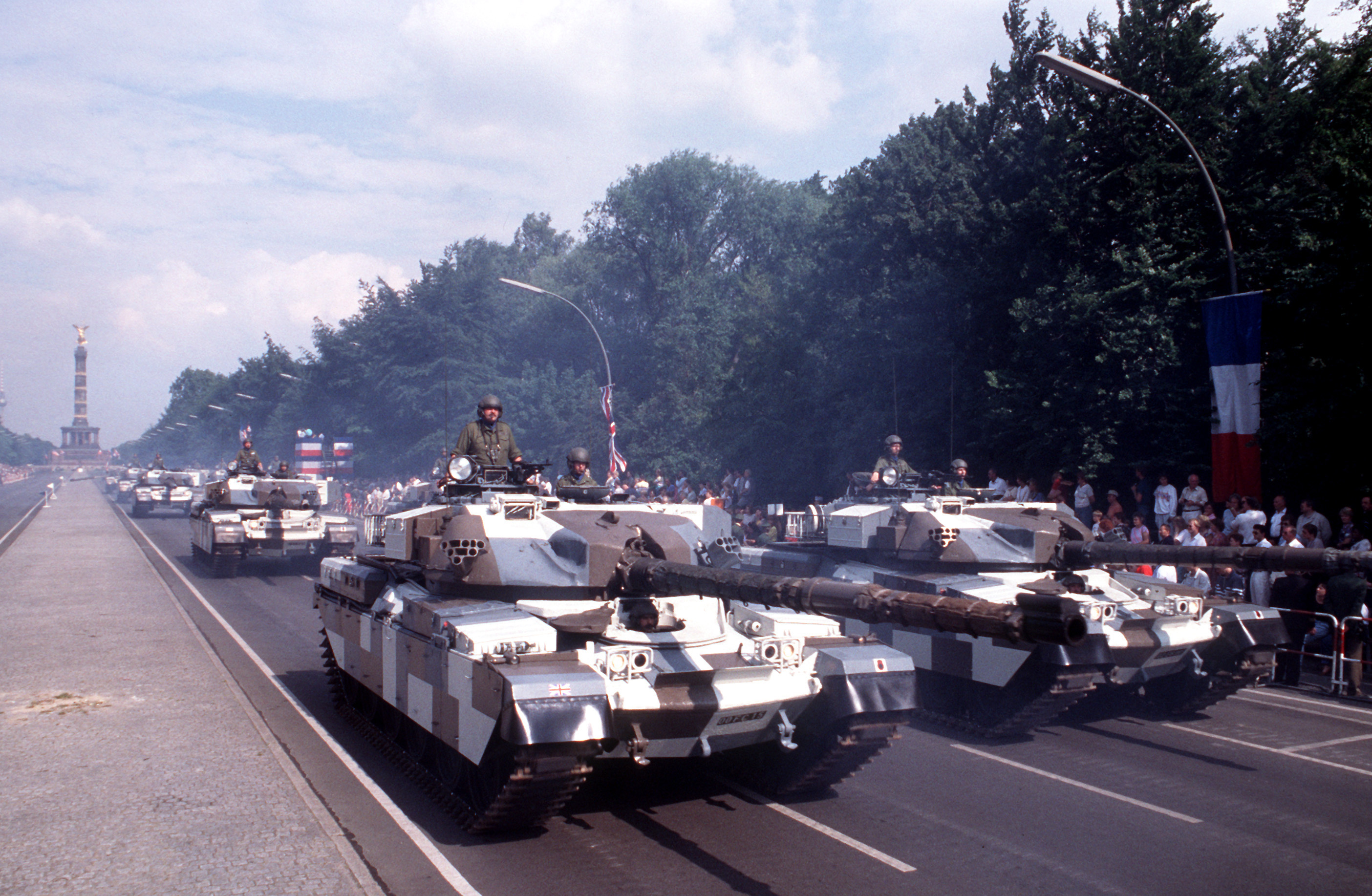
Carros Chieftain británicos con camuflaje urbano desfilando en Berlín, 1989.

- Reino Unido: En servicio desde 1965 a 1995.
- Irán: 707 Mk-3P y Mk-5P, 125–189 FV-4030-1, 41 ARV y 14 AVLB obtenidos antes de la revolución de 1979. En ese momento fueron canceladas posteriores entregas. 100 unidades en servicio en 2005.[4]
- Irak: 30 carros en servicio en 1990. Todos destruidos o desguazados.[cita requerida]
- Jordania: 274 carros Khalid recibidos entre 1981-1985 y 90 MK5/5 procedentes de Irak.[5]
- Kuwait: 175 unidades recibidas en 1976, 45 en 1989, 20 en 1995, 17 almacenados en 2000.[6]
- Omán: 27 carros recibidos entre 1981 y 1985.[7]

## Historia operacional
Empleados en combate durante la guerra Irán-Irak de 1980-1988, cuando dispusieron de tripulaciones idóneas, los Chieftain iraníes, con sus cañones de 120 mm, demostraron ser superiores a los T-54 y T-55, armados con cañones de 100 mm, y a los T-62, dotados de cañones de 115 mm, en servicio con el ejército irakí. Este último, capturó durante el conflicto aproximadamente 300 ejemplares, muchos de los cuales estaban en perfectas condiciones y fueron entregados a Jordania con una gran cantidad de equipo militar en 1988.
Los Chieftain británicos fueron actualizados continuamente hasta principios de la década de 1990, cuando comenzaron a ser reemplazados por la serie de tanques Challenger. La última versión del Chieftain, empleada por el ejército británico hasta 1995, incorporaba la coraza adicional "Stillbrew" –denominada así por el coronel Still y John Brewer del Military Vehicles and Engineering Establishment (MVEE)-, el sistema mejorado de control de tiro (IFCS) y el sistema de visión de imágenes térmicas (TOGS). Una vez retirados, varios fueron transformados en vehículos de ingenieros, algunos terminaron como blancos de ejercicios de tiro y otros fueron vendidos a museos y coleccionistas particulares. En 2005, Irán y Omán mantenían en servicio cierto número de Chieftain, mientras que Jordania seguía empleando los Khalid.

### Desarrollos relacionados
- Challenger 1

### Vehículos similares
- Leopard 1
- TAM
- M60 Patton
- AMX-30
- OF-40
- Tipo 74
 Tipo 61
- T-72

### Listas relacionadas
- Anexo:Tanques de combate principal por generación